# Punctele extreme ale României
Aceasta este o listă a punctelor extreme ale României, punctele aflate mai la nord, sud, est sau vest decât oricare altele, precum și cel mai înalt și cel mai de jos punct.

## Latitudine și longitudine

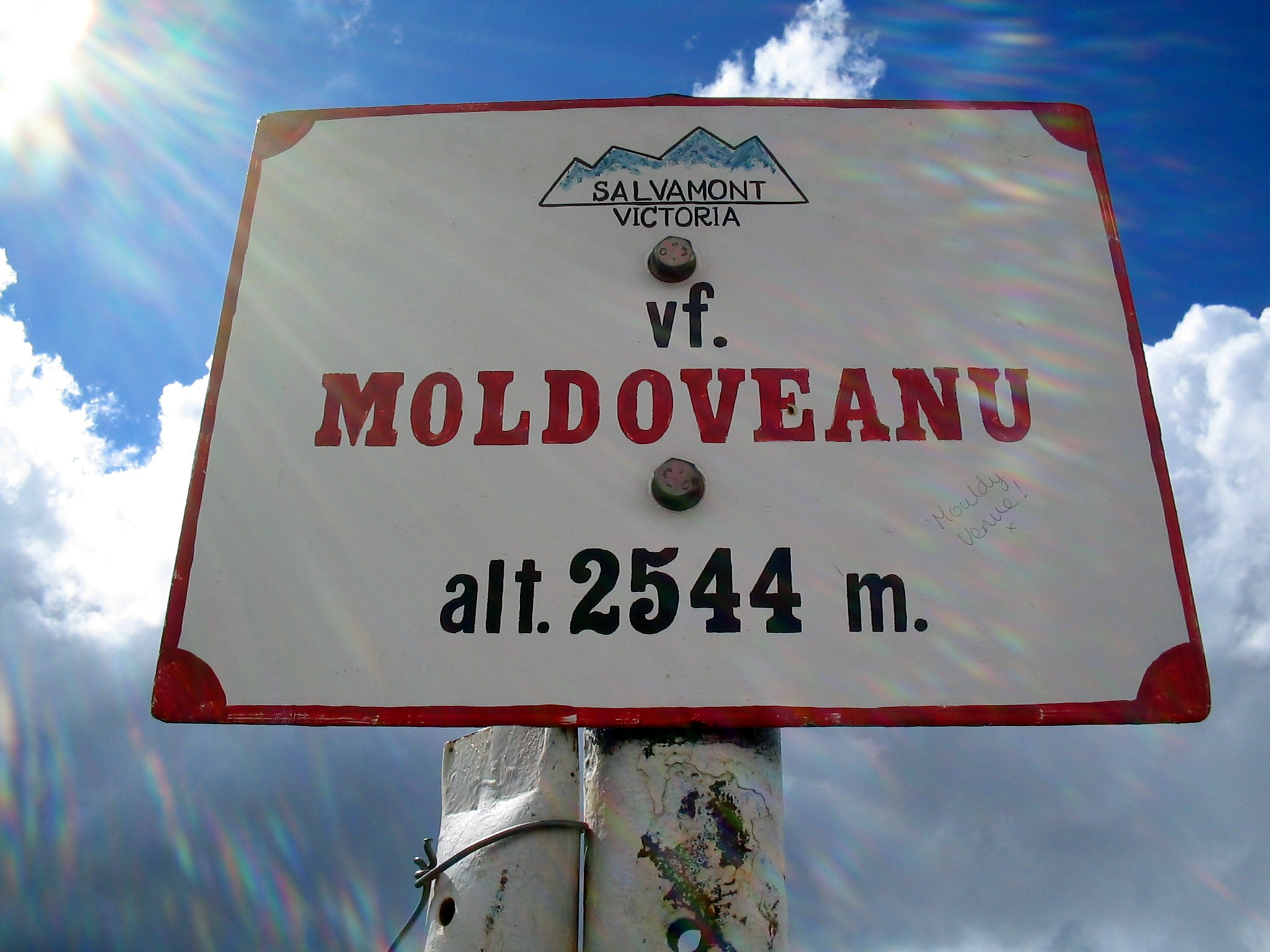
Punctul culminant al României: Vârful Moldoveanu.

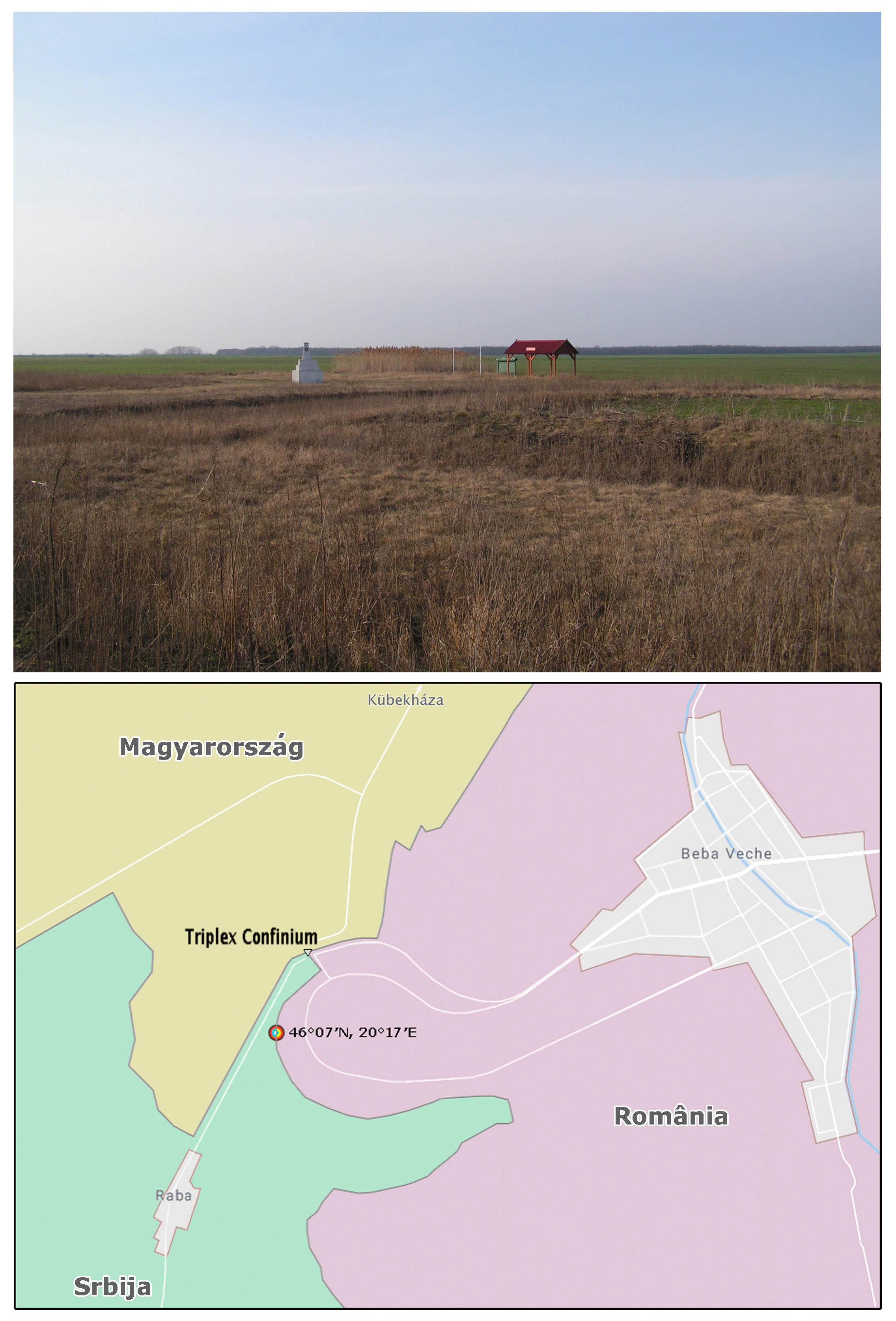
Tripunctul de la Beba Veche, la câteva zeci de metri la nord de punctul cel mai occidental al României.

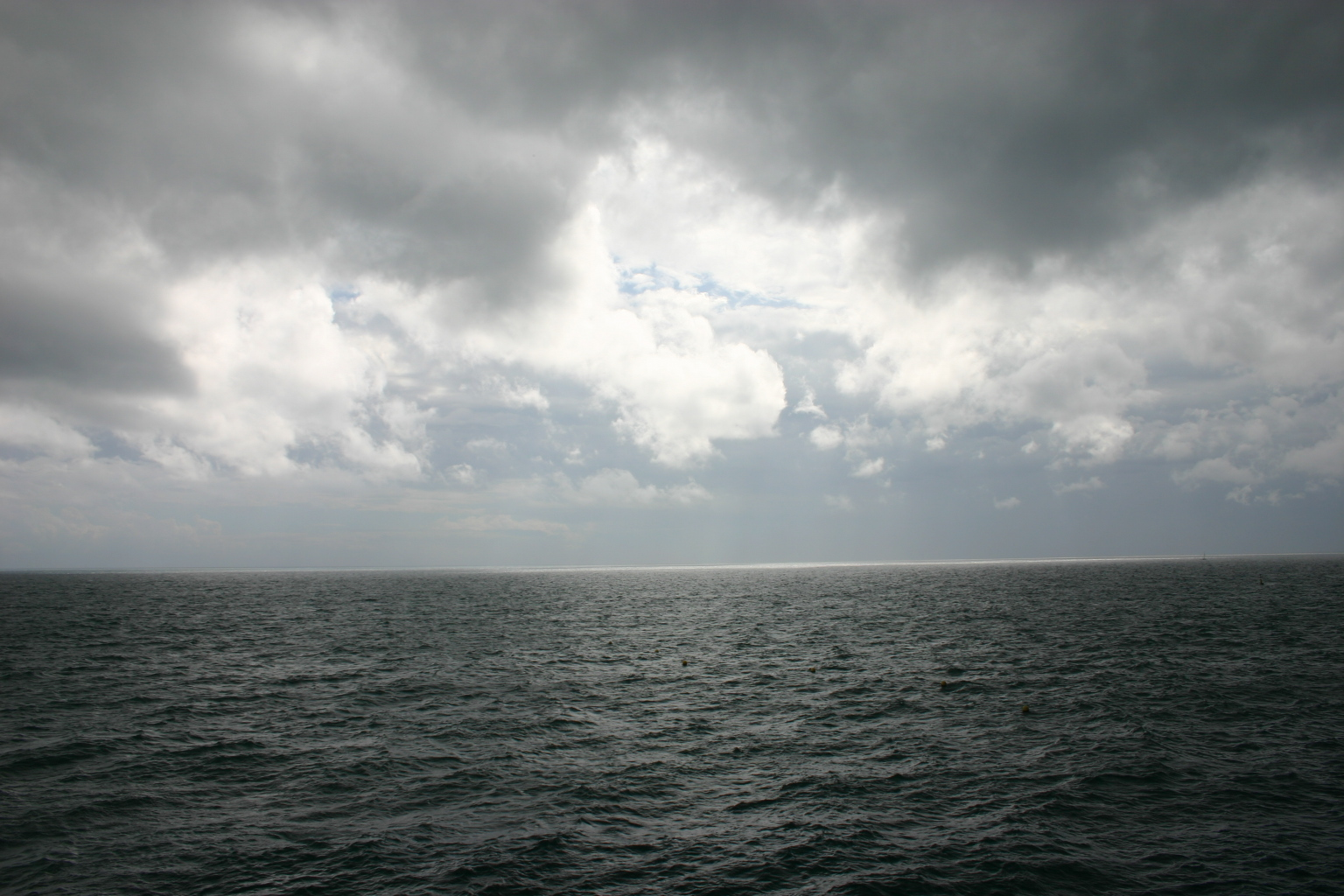
Zona economică exclusivă a României din Marea Neagră,.

- Nord - Horodiștea, județul Botoșani, 48°15′N 26°43′E / 48.250°N 26.717°E;
- Sud - Zimnicea, județul Teleorman, 43°40′N 25°22′E / 43.667°N 25.367°E;
- Vest - Beba Veche, județul Timiș, 46°08′N 20°19′E / 46.133°N 20.317°E;
- Est terestru - Sulina, județul Tulcea, 45°09′N 29°40′E / 45.150°N 29.667°E;
- Est maritim - punctul 5 al limitei zonei economice exclusive românești din Marea Neagră, 44°05′N 31°26′E / 44.083°N 31.433°E.[1]

## Înălțime
- Cel mai înalt punct - Vârful Moldoveanu, Munții Făgăraș (2.544 m)
- Cel mai jos punct - Marea Neagră

## Puncte extreme istorice
În perioada interbelică România era mai întinsă teritorial, având mai mult teritoriu în nord, sud și est.
- Nord - Babin, județul Cernăuți, 48°39′N 25°37′E / 48.650°N 25.617°E;
- Sud - Ecrina, județul Caliacra, 43°20′N 28°03′E / 43.333°N 28.050°E;
- Est - Bugaz, județul Cetatea Albă, 46°50′N 30°29′E / 46.833°N 30.483°E.